# КАПС Юнайтед
«КАПС Юнайтед» (англ. «CAPS United F.C.») — зімбабвіський футбольний клуб з Хараре. Заснований у 1973 році.

## Досягнення
- ABC Super8 Challenge: 1

2008
- Чемпіонат Зімбабве: 4

1979, 1996, 2004, 2005
- Кубок Зімбабве: 9

1980, 1981, 1982, 1983, 1992, 1997, 1998, 2004, 2008
- Зімбабвійський незалежний трофей: 4

1992, 1993, 1996, 1997
- Zimbabwean Charity Shield: 1

1996

### Міжнародні змагання
- Ліга чемпіонів КАФ: 3

1997 — другий раунд
2005 — перший раунд
2006 — дискваліфіковані в першому раунді
- Кубок конфедерації КАФ: 2

2009 — Второй раунд
2010 — Второй раунд
- Кубок КАФ: 3

1993 — перший раунд
1994 — дискваліфіковані в першому раунді
1998 — перший раунд
- Кубок володарів кубків КАФ: 4

1981 — другий раунд
1982 — чверть-фінал
1983 — чверть-фінал
1988 — перший раунд